# Ptocheuusa sublutella
Ptocheuusa sublutella is een vlinder uit de familie tastermotten (Gelechiidae). De wetenschappelijke naam is voor het eerst geldig gepubliceerd in 1873 door Christoph.
De soort komt voor in Europa.